# مارك والش
مارك والش (28 أبريل 1972 - ) (بالإنجليزية: Mark Walsh)‏ هو لاعب كريكت أسترالي.

## وصلات خارجية
- مارك والش على موقع إي آس بي آن كريك إنفو (الإنجليزية)